# Белый, Александр Пантелеймонович
Александр Пантелеймонович Белый (1860—?) — русский  военный деятель, полковник  (1914). Герой Первой мировой войны, участник Русско-японской войны.

## Биография
В службу вступил в 1879 году после получения домашнего образования. В 1886 году после окончания Ставропольского казачьего юнкерского училища произведён в хорунжии и выпущен в 1-й Урупский казачий полк. В 1890 году произведён в сотники, в 1899 году в подъесаулы, в 1900 году в есаулы.
С 1904 года участник Русско-японской войны, командовал сотней. За боевые отличия в этой войне был награждён орденами Святого Станислава 2-й степени с мечами и Святой Анны 3-й степени с мечами и бантом.
С 1914 года участник Первой мировой войны, полковник — командир 2-го Запорожского казачьего полка. С 1915 года командир 1-го Полтавского казачьего полка. С 1917 года командующий 2-й бригадой 2-й Кавказской казачьей дивизии.
Высочайшим приказом от 10 июня 1915 года за храбрость награждён Георгиевским оружием :
За то, что 28-го августа 1914 года в деле у деревни Газендорер, под сильным пулеметным и ружейным огнем пехоты, тремя сотнями полка атаковал укрепленную высоту и, несмотря на значительное превышение сил противника, обратил его в бегство
После Октябрьской революции 1917 года служил в Добровольческой армии в составе ВСЮР.

## Награды
- Орден Святой Анны 3-й степени с мечами и бантом (ВП 1906)
- Орден Святого Станислава 2-й степени с мечами (ВП 1906)
- Орден Святого Владимира 4-й степени (ВП 22.09.1911)
- Георгиевское оружие (ВП 24.02.1915)
- Орден Святого Владимира 3-й степени с мечами (ВП 20.03.1915)
- Высочайшее благоволение (ВП 27.06.1915)